# The Hot Touch
The Hot Touch è un film del 1981 diretto da Roger Vadim. Il film è inedito in Italia.